# V množství je síla aneb Nekonečné zvířecí armády
V množství je síla aneb Nekonečné zvířecí armády (v anglickém originále When Worlds Collide – Superswarm) je dokumentární cyklus televize BBC odvysílaný poprvé na BBC One v roce 2009. Zobrazuje neuvěřitelné zvířecí invaze (myši, snovači rudozobí, pakoně, včely, netopýry atd.) a většinou ukazuje také videa pořízená různými lidmi po celém světě. V Česku byl poprvé vysílán na ČT2.